# Meridiano 24 oeste
El meridiano 24° al oeste de Greenwich es una línea de longitud que se extiende desde el Polo Norte a través del Océano Ártico, Groenlandia, Islandia, el Océano Atlántico, el Océano Austral y la Antártida hasta el Polo Sur.
El meridiano 24 oeste forma un gran círculo con el meridiano 156 este.

## De Polo a Polo
Partiendo del Polo Norte y en dirección sur hasta el Polo Sur, el meridiano 24 oeste pasa por:
| Coordenadas                       | País, territorio o mar                       | Notas |
| --------------------------------- | -------------------------------------------- | --- |
| 90°0′N 24°0′O / 90.000, -24.000   | Océano Ártico                                | |
| 82°55′N 24°0′O / 82.917, -24.000  | Groenlandia                                  | Tierra de Herluf Trolle (Tierra de Peary) |
| 82°16′N 24°0′O / 82.267, -24.000  | Fiordo de la Independencia y Fiordo de Hagen | |
| 78°0′N 24°0′O / 78.000, -24.000   | Groenlandia                                  | Alabama Nunatak |
| 73°35′N 24°0′O / 73.583, -24.000  | Fiordo del Emperador Francisco José          | |
| 73°23′N 24°0′O / 73.383, -24.000  | Groenlandia                                  | Isla Ymer, Isla de la Sociedad Geográfica e Isla Traill |
| 72°28′N 24°0′O / 72.467, -24.000  | Fiordo del Rey Oscar                         | |
| 72°16′N 24°0′O / 72.267, -24.000  | Groenlandia                                  | Península de la Tierra de Jameson |
| 70°39′N 24°0′O / 70.650, -24.000  | Scoresby Sund                                | |
| 70°9′N 24°0′O / 70.150, -24.000   | Groenlandia                                  | |
| 69°36′N 24°0′O / 69.600, -24.000  | Océano Atlántico                             | Mar de Groenlandia |
| 65°47′N 24°0′O / 65.783, -24.000  | Islandia                                     | Península de Westfjords |
| 65°28′N 24°0′O / 65.467, -24.000  | Breiðafjörður                                | |
| 64°53′N 24°0′O / 64.883, -24.000  | Islandia                                     | Península de Snæfellsnes |
| 64°49′N 24°0′O / 64.817, -24.000  | Océano Atlántico                             | Pasa justo al este de la isla de São Nicolau, Cabo Verde (en 16°34′N 24°1′O / 16.567, -24.017) Pasa justo al oeste de la isla de Santiago, Cabo Verde (en 15°4′N 23°47′O / 15.067, -23.783) Pasa justo al este de la isla de Fogo, Cabo Verde (en 14°52′N 24°17′O / 14.867, -24.283) |
| 60°0′S 24°0′O / -60.000, -24.000  | Océano Austral                               | |
| 74°33′S 24°0′O / -74.550, -24.000 | Antártida                                    | Territorio Antártico Británico, reclamado por Reino Unido |
| 74°42′S 24°0′O / -74.700, -24.000 | Océano Austral                               | Mar de Weddell |
| 74°55′S 24°0′O / -74.917, -24.000 | Antártida                                    | Territorio Antártico Británico, reclamado por Reino Unido |